# Stari grad Đurđevac
Stari grad Đurđevac je dao izgraditi pečuški biskup Sigismund Ernušt najvjerojatnije oko 1488. godine. Grad, odnosno utvrda, sagrađen je na uzvisini usred močvare sjevernije od tadašnjeg mjesta Đurđevca (Sv. Jurja) zbog prijeteće turske opasnosti i stalnih sukoba među velikašima. 
Đurđevački kaštel građen je najvjerojatnije negdje u razdoblju od 1477., kada je Sigismund Ernušt, član plemićke obitelji Ernušt, nasljedio bogate đurđevačke posjede, do oko 1488. godine. Ove teze potvrđuje grb Sigismunda Ernušta, najljepši i najsjajniji spomenik renesanse u sjevernoj Hrvatskoj i jedan od najljepših primjeraka Korvinove renesanse. Grb se nalazio iznad glavnog ulaza na središnjoj kuli u obliku kvadrata, što povezuje tvrđavno zdanje u cjelinu. Danas se replika grba nalazi u unutrašnjem dvorištu renesansnog tipa (izvorni grb je konzerviran). Obiteljski grb Ernušta je središnja tvrđavna kula s dvjema šestokrakim zvijezdama. Iznad kule nalazi se biskupska mitra Sigismunda Ernušta. Središnje tijelo grba uokvireno je kitnjastim viticama, a cijeli grb uokviren je pleterom krušaka, trešanja, oraha, šljiva i lišća… prema ondašnjoj najnovijoj renesansnoj modi. I naravno, godina 1488. Sigismund Ernušt bio je jedan od najbogatijih velikaša i pripadao je samom vrhu društvene elite pa su renesansni ukrasi dostigli stilski vrhunac. 
U vrijeme ratova s Osmanlijama Stari Grad je služio kao važno uporište Vojne krajine i sjedište kapetanije. Nakon što ga je napustila vojska, Stari grad postupno propada. Obnovljen je 1980-ih i 1990-ih godina 20. stoljeća. Jedan je od rijetkih primjera u Hrvatskoj, kako se čuva graditeljska baština. U prizemlju današnje utvrde nalaze se ugostiteljski objekti, a na katu i u potkrovlju muzejsko-galerijski prostor s vrijednom ostavštinom koju je darovao Ivan Lacković Croata. U središnjem dijelu unutrašnjeg tvrđavnog dvorišta nalazio se bunar koji je zbog uštede prostora i sigurnosti srušen. 

## Galerija Stari Grad
Galerija se nalazi u samoj utvrdi, spomeniku kulture I kategorije. Ona je središnji galerijski prostor sjeverozapadne Hrvatske. U tri velika salona redovno se izmjenjuju izložbe renomiranih slikara, a u četvrtom je zavičajna zbirka uradaka podravskih slikara. Donacija Ivana Lackovića Croate, s preko 2000 eksponata, slika, kipova, plakata iz čitavoga svijeta i tradicijskog ruha Hrvatske, koje je veliki slikar poklonio Đurđevcu, čuvaju se i izlažu u potkrovlju Staroga grada, koji radi toga s pravom nosi i ime "Hrvatskog Louvrea".

## ICP - Interpretacijski centar Picokijade
U impozantnoj utvrdi Stari grad posjetitelji mogu doživjeti jedinstvenu Legendu o Picokima, te bogatstvo kulturne, prirodne i povijesne baštine đurđevačkog kraja kroz inovativnu, interaktivnu i multimedijalnu interpretaciju 365 dana u godini. Arheološki nalazi, povijesne crtice i zanimljive interpretacije najznačajnijih prirodnih atrakcija i tradicijske baštine, ﬂuorescentnom bojom prikazani likovi iz Legende, interaktivna instalacije naivne umjetnosti sa zvukovima Podravine, te spektakularne ﬁlmske scene bitke branitelja Starog grada s Osmanlijama samo su dio novog turističkog proizvoda – Interpretacijskog centra Picokijade. 2017. godine Interpretacijski centar Picokijade kao sastavnica Muzeja Grada Đurđevca jedna je od top 3 Kulturne atrakcije na nacionalnom nivou.

## Poveznice
- Đurđevac
- Picokijada – Legenda o picokima
- Crkva sv. Jurja
- Đurđevački peski
- Park-šuma "Borik"